# Luís Montenegro
Pour les articles homonymes, voir Monténégro (homonymie).
Luís Montenegro, né le 16 février 1973 à Porto, est un homme d'État portugais. Membre du Parti social-démocrate (PPD/PSD), il en est le président depuis 2022. Il est Premier ministre du Portugal depuis le 2 avril 2024.
Il est élu en 2002 député du district d'Aveiro. Entre 2011 et 2017, il préside le groupe parlementaire du PPD/PSD, d'abord dans la majorité sous Pedro Passos Coelho, puis dans l'opposition au socialiste António Costa. Ayant échoué en 2020, il parvient en 2022 à prendre la suite de Rui Rio comme président du Parti social-démocrate.
En 2024, trois semaines après la victoire relative de l'Alliance démocratique, dont son parti est la principale force, aux élections législatives anticipées, il est nommé Premier ministre et forme un gouvernement minoritaire.

## Biographie

### Études et carrière professionnelle
Après une licence en droit et un diplôme postgrade universitaire en droit de la protection des données obtenus à l'université catholique portugaise, Luís Montenegro exerce en tant qu'avocat. En parallèle, il intègre plusieurs cercles dirigeants d'entreprises portugaises, notamment en tant que président de l'assemblée générale desdits groupes.

### Parcours politique

#### Politique locale puis nationale
Luís Montenegro entre en politique à l'échelon local, étant élu à plusieurs reprises à Espinho pour le compte du Parti social-démocrate (PPD/PSD) et occupant successivement les fonctions de membre puis de président de l'assemblée municipale de la commune et d'échevin au sein de l'exécutif municipal.
En 2002, il est élu pour la première fois député, pour la circonscription d'Aveiro, et intègre l'Assemblée de la République, étant ensuite successivement réélu jusqu'à sa démission en avril 2018. En parallèle, il occupe la présidence du groupe parlementaire du PSD à compter des élections législatives de 2011 jusqu'en 2017.

#### Président du Parti social-démocrate
En janvier 2020, il lance sa candidature à la présidence du PSD contre son président sortant, Rui Rio. Réussissant à mener l'élection interne du parti à un second tour de scrutin, il échoue à être élu, ne récoltant que 46,8% des suffrages exprimés. Après la défaite du PSD lors des élections législatives de 2022, et à la suite de la démission de Rio, Montenegro renouvelle sa candidature à prendre la tête du parti et en est élu président, obtenant 72,5% des suffrages exprimés lors du duel interne de mai 2022.
Sous sa présidence, le PSD annonce exclure le parti Chega de tout accord de gouvernement à la suite des prochaines élections. En 2024, après l'annonce de la tenue d'élections législatives anticipées pour le 10 mars suivant, il noue un accord avec le CDS – Parti populaire et le Parti populaire monarchiste afin de présenter des listes uniques aux électeurs, renouant ainsi l'Alliance démocratique de Francisco Sá Carneiro.

### Premier ministre du Portugal
Au cours des élections législatives, l'Alliance démocratique arrive en tête sans majorité absolue. Réitérant son refus de gouverner avec Chega, Luís Montenegro devient le 2 avril 2024 Premier ministre du Portugal à la tête d'un gouvernement minoritaire.
Le journal Correio da Manhã révèle à la fin du mois de février 2025 que l'entreprise Spinumviva, qu'il a fondée et dont son épouse est la principale associée, pourrait profiter des modifications à la loi frontière promues par son gouvernement. S'il réfute tout conflit d'intérêt et tout lien entre l'activité de Spinumviva et les changements de la loi foncière, il est fortement critiqué par l'opposition. Alors qu'il survit à deux motions de censure, déposées par Chega puis le Parti communiste, il annonce le 6 mars son intention de se soumettre à un vote de confiance de l'Assemblée de la République. Le président de la République Marcelo Rebelo de Sousa indique à cette occasion qu'en cas d'échec, il prononcera la dissolution du Parlement. Le 11 mars, il échoue lors du vote de confiance, conduisant à la convocation d'élections législatives anticipées le 18 mai suivant.
La coalition PSD/CDS conforte sa majorité relative à l'Assemblée de la République à l'occasion des élections anticipées. Chargé le 29 mai 2025 de former le nouveau cabinet, Luís Montenegro présente le XXVe gouvernement constitutionnel le 4 juin. Il est assermenté avec ses ministres le lendemain. Le 18 juin, le Parlement repousse la motion de rejet du programme du gouvernement déposé par le Parti communiste.

## Distinctions

### Décorations étrangères
- Grand officier de la Légion d'honneur (2025).

### Source de traduction
- (pt) Cet article est partiellement ou en totalité issu de l’article de Wikipédia en portugais intitulé « Luís Montenegro » (voir la liste des auteurs).